# Chontalcoatlán
Chontalcoatlán es una localidad del estado mexicano de Guerrero. Es parte del municipio de Tetipac.

## Toponimia
El nombre «Chontalcoatlán» proviene de los términos en náhuatl: chontalli, extraño o extranjero; coatl, serpiente; tlan, lugar de abundancia. Su significado es «Lugar donde abundan las serpientes extrañas».

## Demografía
| Gráfica de evolución demográfica |
|                                  |

| Censo | Población |
| ----- | --------- |
| 1900  | 652       |
| 1910  | 601       |
| 1921  | 574       |
| 1930  | 457       |
| 1940  | 475       |
| 1950  | 670       |
| 1960  | 874       |
| 1970  | 1 046     |
| 1980  | 1 135     |
| 1990  | 1 207     |
| 2000  | 1 334     |
| 2010  | 1 193     |
| 2020  | 1 273     |